# Branlin
Le Branlin est une rivière française du département l'Yonne dans la région de Bourgogne. C'est un affluent de l'Ouanne, donc un sous-affluent de la Seine par le Loing.

## Géographie

### Parcours
D'une longueur de 43,7 km, il prend sa source au hameau de Branlin situé au sud de Saints proche de la D1, dans une vallée assez encaissée (le lieu-dit de la Dame Blanche à 900 m au sud domine la source de 40 m d'altitude),.

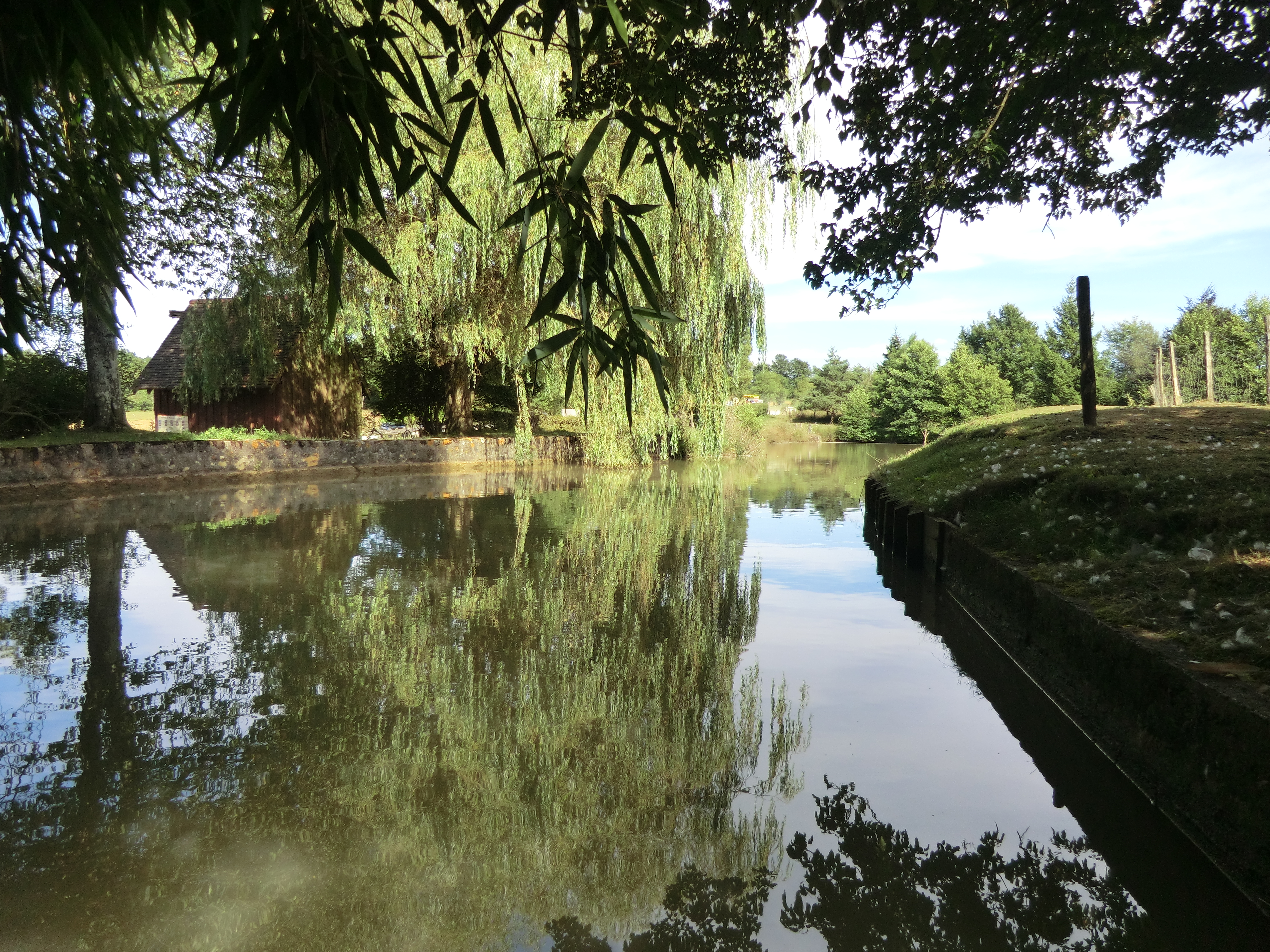
Au moulin de Vanneau

Sur les premiers 6 km de son cours il est généralement orienté vers le nord, et commence par dévaler la vallée dans laquelle il est né : 2,6 km plus loin son altitude a baissé de 40 m. Entre-temps, à 1,3 km en aval de sa source il a atteint Saint-Sauveur à qui il sert seulement de limite de commune (sans y pénétrer sauf pour une courte distance un peu plus loin), et 1,5 km après cette limite il rejoint les environs du hameau de la Chapelle (à l'ouest-nord-ouest de Saints). Là il pénètre dans la commune de Saint-Sauveur pour environ 350 m, à l'issue desquels il reçoit l'Ingeron en rive gauche, dans une zone appelée jusqu'au XIXe siècle « marais de Chaperoy ». Seuls neuf étangs proches de cette confluence témoignent encore des marais d'antan. Juste à sa sortie des anciens marais de Chaperoy, il croise  le chemin de fer du train touristique de Puisaye-Forterre à l'ouest de la Chapelle ; puis 900 m plus loin, près du moulin de Vanneau, il reçoit en rive droite le ru d'Ingeron venant de Saints. 

Après la Chapelle, il s'assagit : sur les cinq km suivants, son altitude ne baisse que de 10 m. Après la confluence de l'Ingeron, le Branlin est traversé par la D211 Saints-Mézilles puis reçoit le ru d'Ingeron en rive droite près du moulin du Vanneau. 

À partir du ru d'Ingeron, le Branlin se divise en deux branches principales sur 6 km, occasionnellement jointes entre elles par des bras secondaires. Au cours de ces 6 km il reçoit successivement sur sa branche droite un petit ru venant du village Les Cueillis, puis le ru Profond ; sur la branche gauche, le ru venant du bois des Corbons.  Toujours sur Saint-Sauveur, ayant pris une direction générale nord-ouest les deux branches se réunissent juste avant le moulin du Pont de Sauroy, où le Branlin croise la D955.

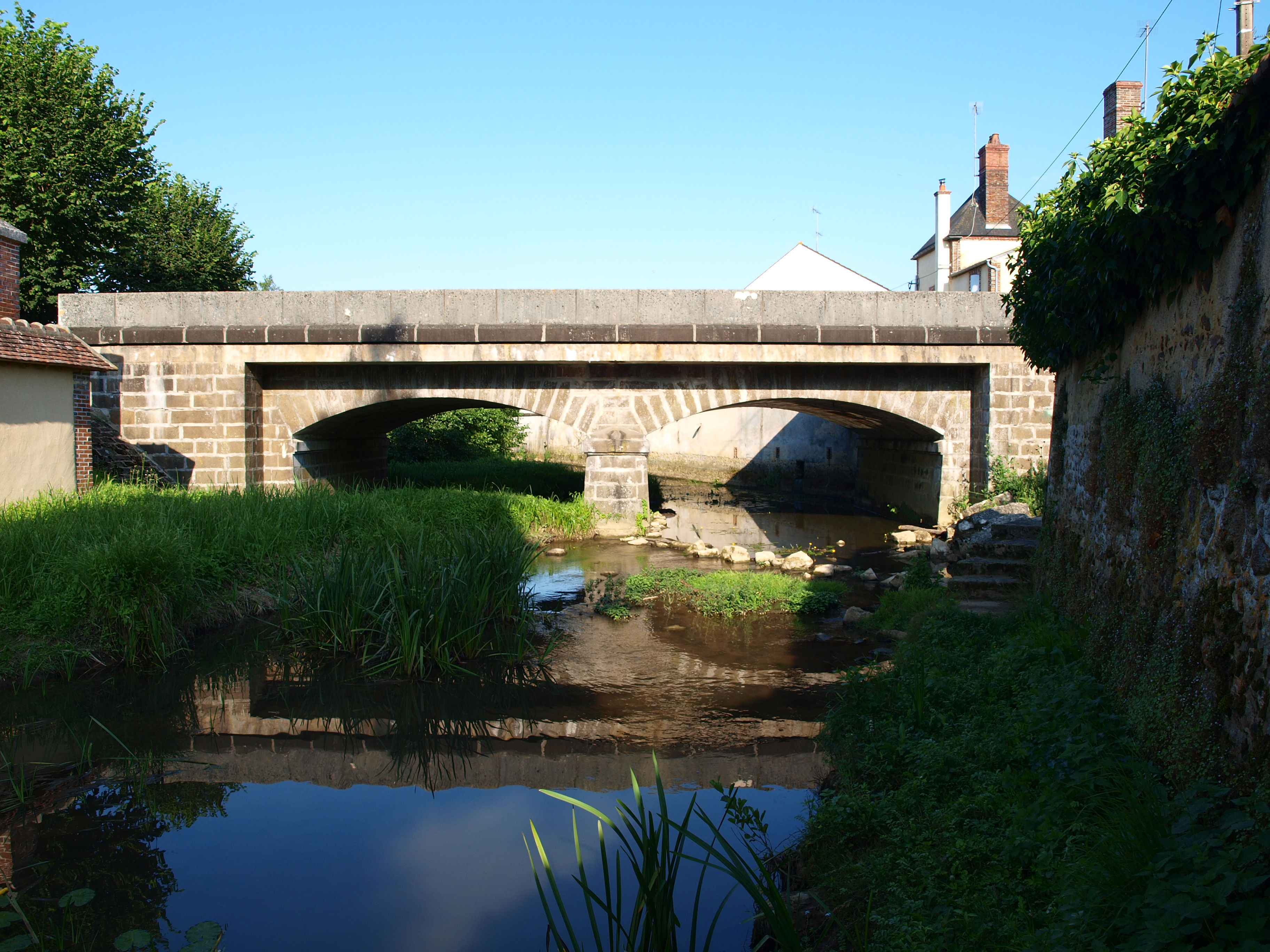
Mézilles, le pont de la D965 sur un bras mineur du Branlin

Il atteint alors la commune de Fontaines, dont il suit la limite avec Saint-Sauveur pendant encore 800 m. Juste après le pont de la D955, il reçoit en rive droite un ru venant des Heurtaux (au nord), puis un petit ru de 1 km de long. Il quitte Fontaines et atteint la commune de Mézilles.
Servant toujours de limite de communes avec Saint-Sauveur mais maintenant pour Mézilles, il reçoit en rive gauche la Rivière Rouge, qui elle aussi a servi de limite de communes avec Saint-Sauveur sur ses derniers 400 m. La Rivière Rouge vient de l'étang de Gaudry au Saussoy (hameau de Saint-Sauveur dont l'étymologie indique une abondance de saules, matière première de l'osier).

À cette confluence, le Branlin quitte la limite de commune de Saint-Sauveur pour se diriger vers le nord-ouest et le bourg de Mézilles ; il entre de nouveau dans une vallée relativement encaissée, surtout en rive droite. Il passe les trois étangs de Vessy, arrose les Dourus et la Varenne. Environ 1 800 m en amont de Mézilles, au moulin de Bertoin il reçoit le ru des Violettes en rive droite. À cet endroit se trouve un gué assez important pour être noté sur la carte d'état-major, de même que celui dans le bourg de Mézilles 800 m plus loin (distance à vol d'oiseau, car le Branlin méandre plus que jamais dans cette zone). Entre les deux gués il reçoit en rive gauche un ru de 3,8 km provenant de l'étang des Matignons, pas assez important pour que son nom soit indiqué sur la carte d'état-major mais suffisant pour alimenter trois étangs sur son chemin.

Trois km après Mézilles, passé le gué carrossable du Moulin Grenon, le Branlin entre sur le territoire de Tannerre. Encore 1 km et il arrive au bourg, où il remplit les fossés de la Maison forte avant de traverser la D7 dans le village puis d'alimenter l'étang communal et la zone humide immédiatement en aval.
Environ 1 km plus loin, aux abords du moulin Merlin il atteint la commune de Villeneuve-les-Genêts pour laquelle il sert de limite avec Tannerre sur environ 3 km jusqu'au hameau de la Carpe. Au moulin Merlin il reprend une direction approximativement nord qu'il garde jusqu'à sa confluence avec l'Ouanne. 
À la Carpe il quitte Villeneuve-les-Genêts et atteint Champignelles. À 200 m en aval de l'ancien moulin de La Forge, il reçoit en rive droite le ru de Louesme qui prend source au sud des Mussots, nord-ouest de Tannerre-en-Puisaye ; et 200 m plus loin vient la confluence du ru de déversement de l'étang d'Annebaude, qui rejoint le Branlin juste avant le passage de la D14 (Champignelles - Grandchamp).
1,3 km en aval de cette confluence il quitte Champignelles pour Malicorne (nouvelle commune : Charny Orée de Puisaye). Encore 5 km et il reçoit en rive gauche la rivière le Four, également appelée l'Agréau. Cinq km plus en aval, il se déverse dans l'Ouanne à Saint-Martin-sur-Ouanne.

### Communes traversées
Saints ~ Saint-Sauveur-en-Puisaye ~ Mézilles ~ Tannerre-en-Puisaye ~ Villeneuve-les-Genêts ~ Champignelles ~ Malicorne ~ Saint-Martin-sur-Ouanne

## Affluents
(D) : affluent de rive droite ;
(G) : affluent de rive gauche
- l'Ingeron (G)
- le ru d'Ingeron (D)
- ru venant des Cueillis (D)
- le ru Profond (D)
- ru venant du bois des Corbons (G)
- la Rivière Rouge (G)
- le ru des Violettes (D)
- le ru de Louesme (D), 6 km de long, prend naissance sur Tannerre-en-Puisaye par l'étang Neuf et sur Champignelles (deux branches). Il se jette dans le Branlin à Champignelles
- ru de déversement de l'étang d''Annebaude (D)
- l'Agréau (G) ou ru du Four, prend naissance à Saint-Fargeau et conflue à Malicorne

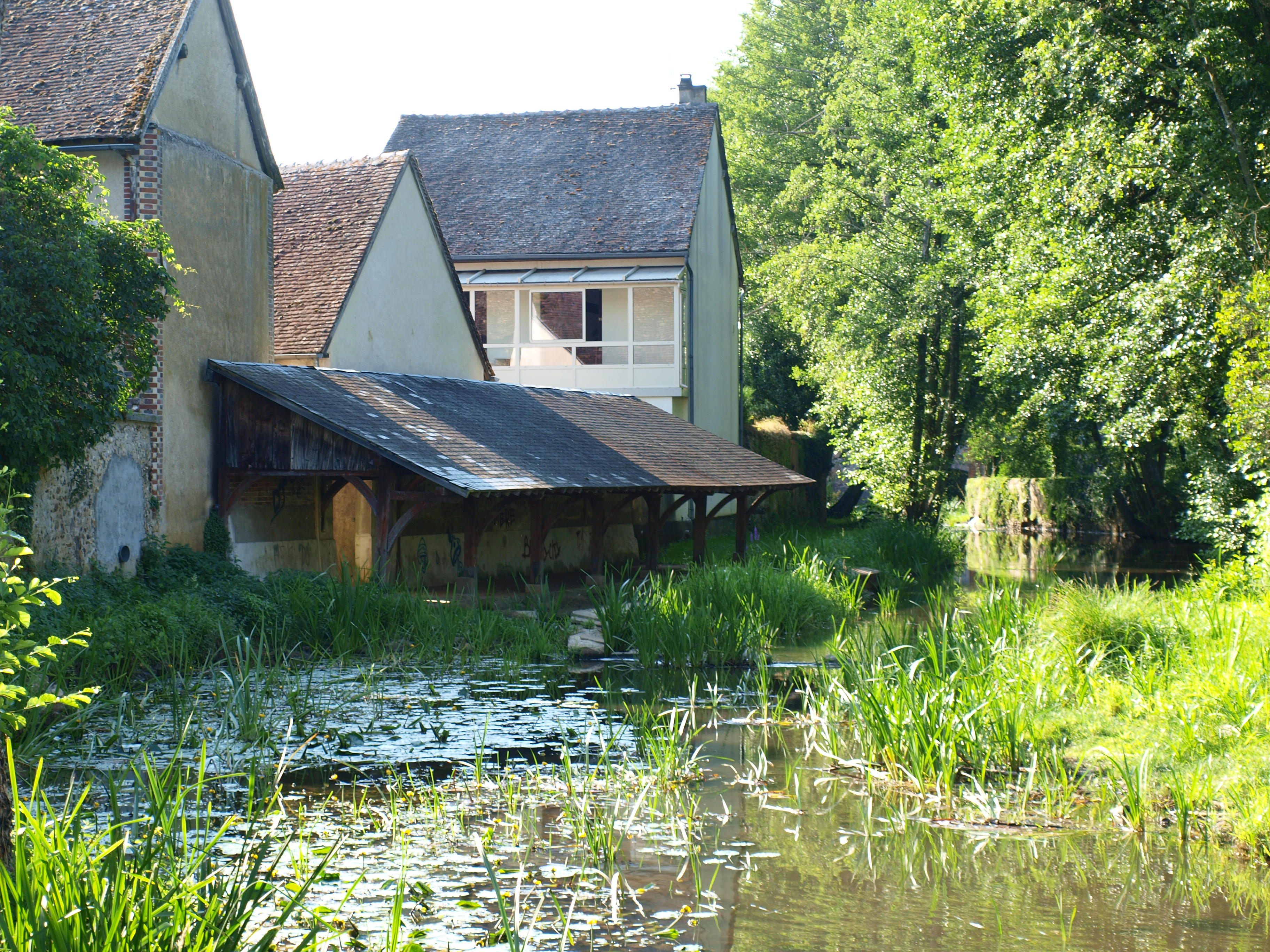
Mézilles, vue vers l'aval depuis la D965

## Géologie
Le Branlin coule sur une roche-mère faite du calcaire lacustre de la Beauce, qui participe de la géologie du bassin Parisien.